# Gorges de la Tamina
Les gorges de la Tamina sont des gorges situées entre les communes de Pfäfers et Bad Ragaz, au fil du cours d'eau de la Tamina, dans le canton de Saint-Gall, en Suisse.

## Géographie

### Situation

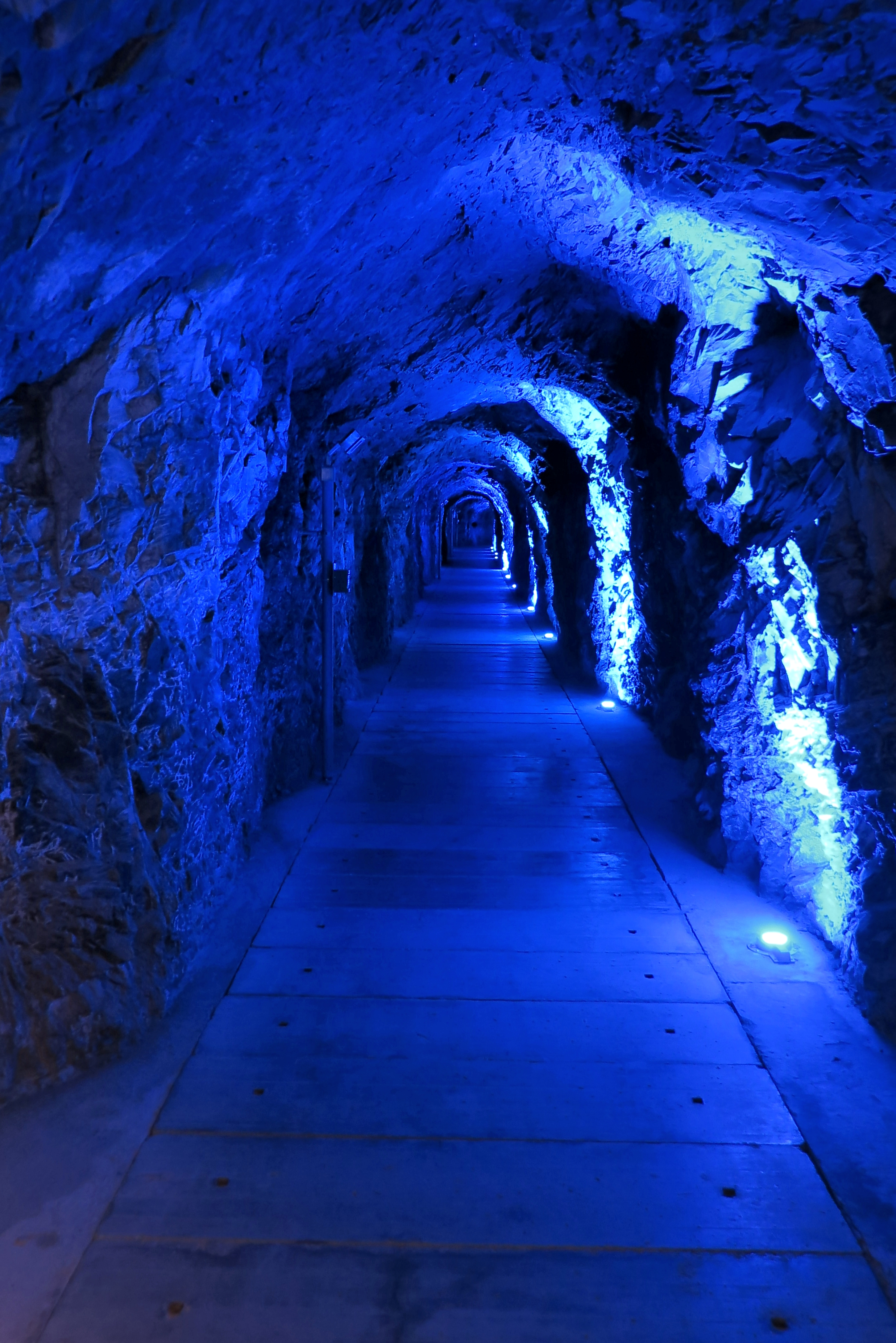
Le tunnel bleu situé le long des gorges.

Les gorges, longues de 8 364 mètres, se situent dans le Sud du canton de Saint-Gall, à une altitude variant de 1 330 à 861 mètres, sur une superficie de 0,60 km2.

### Géologie

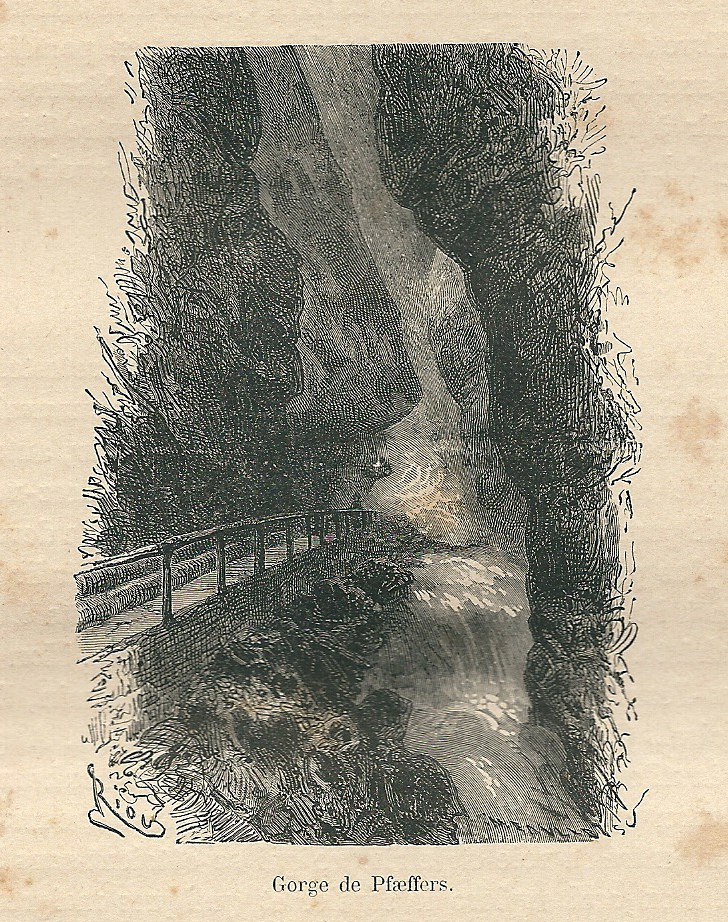
Vue générale des gorges au XIXe siècle.

Les gorges de la Tamina sont principalement constituées de calcaire du Quaternaire.

## Activités

### Randonnée
Un chemin balisé, accessible à tout âge, longe les gorges. Un pont (Tamina) se trouve le long de la randonnée qui dure environ une heure. 